# Maxakalisaurus

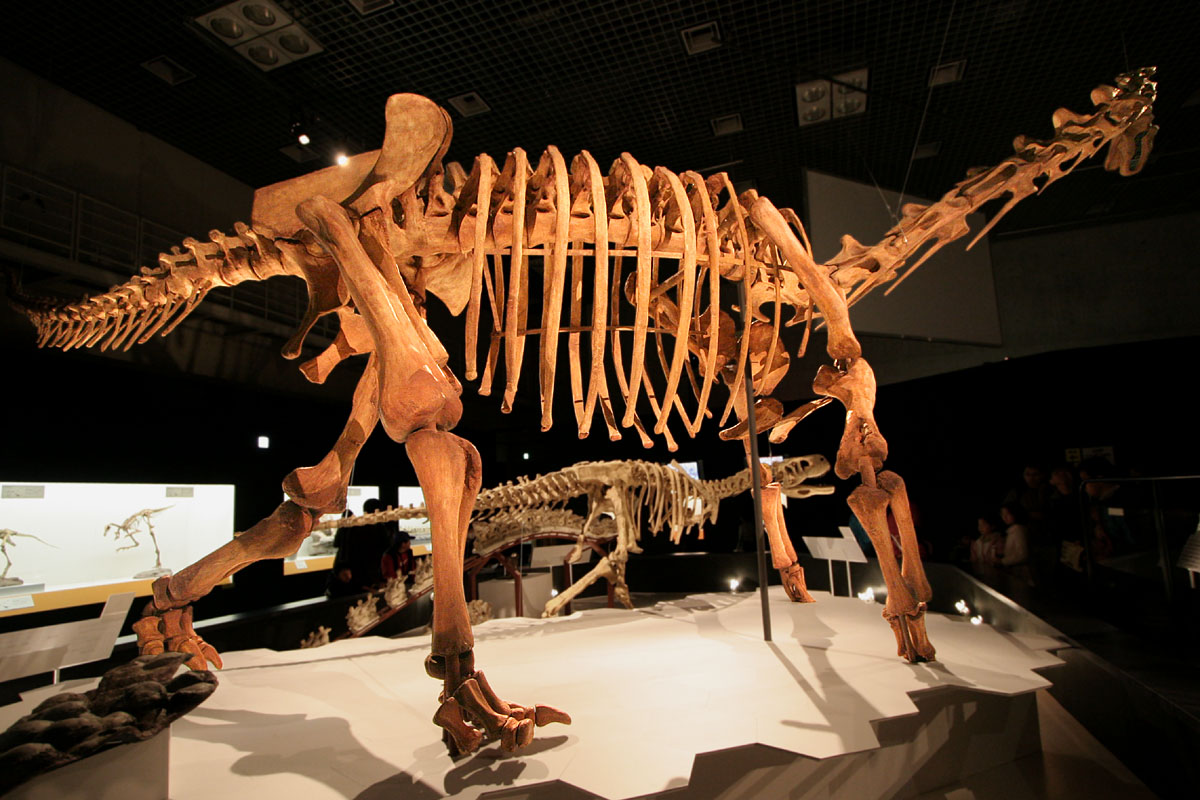
Seitenansicht des Skeletts

 Maxakalisaurus  ist eine Gattung von sauropoden Dinosauriern aus der Gruppe der Titanosauria. Bisher ist lediglich ein einziges fragmentarisches Skelett bekannt, das aus der späten Oberkreide Brasiliens stammt. Einzige Art ist Maxakalisaurus topai.

## Merkmale
Maxakalisaurus war wie alle Sauropoden durch einen tonnenförmigen Körper mit langem Hals und Schwanz gekennzeichnet. Vergleiche mit verwandten, besser bekannten Gattungen lassen auf einen mittelgroßen Sauropoden mit einer Länge von etwa 13 Metern schließen. Die fragilen Knochen des einzigen bisher bekannten Skeletts lassen jedoch darauf schließen, dass dieses Individuum noch nicht ausgewachsen war, als es starb.
Wie einige andere Titanosaurier besaß Maxakalisaurus Osteoderme (Hautknochenplatten), wie der Fund eines einzigen, unvollständigen Osteoderms in der Nähe des Skeletts nahelegt. Dieser Osteoderm ist 10,5 Zentimeter lang, 8,4 Zentimeter breit, 6,2 Zentimeter dick und elliptisch geformt. Die Oberseite dieses Knochens ist stark konvex und mit Ornamenten in Form von kleinen Buckeln und Gruben versehen. Titanosaurier-Osteoderme werden stets entweder einzeln oder zu sehr wenigen Exemplaren aufgefunden, weshalb einige Forscher vermuten, dass Titanosaurier generell nur wenige Osteoderme trugen. Eine mögliche Funktion der Osteoderme als Panzerung erscheint nach Ansicht dieser Forscher daher fragwürdig, weil eine geringe Anzahl an Osteodermen keine wirksame Verteidigung gegenüber Prädatoren dargestellt hätte.
Von verwandten Gattungen lässt sich Maxakalisaurus unter anderem durch die dorsoventral abgeflachten vorderen und mittleren Schwanzwirbelkörper und einen vierten Mittelhandknochen (Metacarpal) abgrenzen, der 12 % kürzer als der zweite Mittelhandknochen war.

## Systematik
Die Verwandtschaftsbeziehungen von Maxakalisaurus innerhalb der Titanosauria sind unklar. Die Halswirbel lassen darauf schließen, dass diese Gattung abgeleiteter (moderner) war als Isisaurus und Mendozasaurus. Eine sehr abgeleitete Gruppe von Titanosauriern waren die Saltasaurinae, mit denen Maxakalisaurus ein gemeinsames Merkmal (abgeflachte Schwanzwirbelkörper) zeigt. In anderen Merkmalen unterscheidet sich Maxakalisaurus jedoch von der Saltasaurinae. Forscher um Alexander Kellner führen diese Gattung daher vorläufig als Schwestertaxon der Saltasaurinae.
Santucci und Kollegen (2011) kommen zu dem Ergebnis, dass Maxakalisaurus innerhalb der Aeolosaurini einzuordnen ist, zusammen mit Panamericansaurus, Rinconsaurus, Gondwanatitan und Aeolosaurus. Dabei seien Maxakalisaurus, Rinconsaurus und Panamericansaurus basale (ursprüngliche) Vertreter dieser Gruppe, während Aeolosaurus und Gondwanatitan abgeleitete (fortgeschrittene) Vertreter seien.

## Entdeckungsgeschichte und Namensgebung
Das einzige bekannte Skelett wurde während vier Grabungen, welche das Nationalmuseum von Campina Verde in den Jahren 1998, 2000, 2001 und 2002 durchführte, geborgen. Die Fundstelle befindet sich 45 Kilometer westlich der Stadt Prata im brasilianischen Bundesstaat Minas Gerais.
Die Knochen fanden sich auf einer Fläche von 40 Quadratmetern verteilt. Obwohl der Großteil der Knochen unartikuliert (nicht im Zusammenhang) vorgefunden wurde, konnten einige Hals- und Schwanzwirbel teilweise im Zusammenhang geborgen werden. Die Forscher gehen davon aus, dass fast alle Knochen zu ein und demselben Individuum gehörten; beweisen lässt sich diese Annahme jedoch nicht. Jedoch fehlen Hinweise auf einen Transport der Knochen durch Wasser vor ihrer Einbettung, weshalb vermutet wird, dass die Knochen in situ vorliegen. Drei Knochen des Schultergürtels überlappen sich mit anderen der entdeckten Knochen und könnten daher zu einem weiteren Maxakalisaurus-Individuum gehört haben. Die Knochen zeigen Verwitterungserscheinungen und sind teilweise zerbrochen. Neben Knochen des Restskeletts, die vor allem Wirbel, Schulterknochen, sowie einige Beinknochen mit einschließen, fand sich der Teil eines Oberkiefers inklusive Zähne. Zusammen mit den Maxakalisaurus-Fossilien fanden sich vereinzelte Zähne von Theropoden und Krokodilartigen sowie Überreste von Schildkröten. Die Knochen wurden aus einer Schicht fein- bis mittelkörnigen rötlichen Sandsteins geborgen, die oberhalb einer Schicht aus Konglomeraten liegt. Diese Gesteine geben Hinweise darauf, dass Maxakalisaurus in einem semiariden Klima mit jahreszeitlichen Trocken- und Regenzeiten gelebt hat. Diese Ablagerungen sind Teil der Adamantina-Formation, welche zur Bauru-Gruppe zählt.
Die Gattung wurde 2006 von Forschern um Alexander Kellner erstmals wissenschaftlich beschrieben. Der Gattungsname bezieht sich auf die Maxakalí, ein indigenes Volk, das im Bundesstaat Minas Gerais lebt, wo die Überreste des Sauropoden in der Adamantina-Formation gefunden wurden. Das Art-Epithet topai leitet sich vom Namen einer ihrer Gottheiten ab.